# Mark Richardson (Leichtathlet)
Mark Richardson (Mark Austin Richardson; * 26. Juli 1972 in Slough) ist ein ehemaliger britischer Sprinter, dessen Spezialstrecke der 400-Meter-Lauf war.

## Karriere
Schon als Jugendlicher stellte er mehrere britische Altersklassenrekorde auf. Bei den Juniorenweltmeisterschaften 1990 wurde er Dritter und gewann in der Staffel Silber. Im Jahr darauf gewann er bei den Junioreneuropameisterschaften Silber über 400 Meter und mit dem britischen Team in der 4-mal-100-Meter-Staffel sowie Gold in der 4-mal-400-Meter-Staffel. Bei den Weltmeisterschaften 1991 in Tokio wurde er im Vorlauf über 4-mal 400 Meter in der britischen Mannschaft eingesetzt. Im Finale lief John Regis auf seiner Position, und die britische Stafette wurde Weltmeister.
Auch bei den Olympischen Spielen 1992 wurde er im Vorlauf der Staffel eingesetzt. Im Finale lief David Grindley für ihn, und das Team einschließlich Richardsons gewann Bronze. 1993 und 1994 war er fast durchgehend verletzt.
Bei den Weltmeisterschaften 1995 in Göteborg war Richardson wieder dabei und wurde über 400 Meter in 44,81 s Fünfter. In der Stafette, die im Finale Fünfte wurde, wurde er ein weiteres Mal nur im Vorlauf eingesetzt. 1996 gewann die britische Mannschaft bei den Olympischen Spielen in Atlanta über 4-mal 400 Meter hinter der US-Stafette Silber in 2:56,60 min in der Besetzung Iwan Thomas, Jamie Baulch, Richardson und Roger Black. Richardson lief mit 43,62 s die schnellste Teilzeit des ganzen Finales.
Im Sommer 1997 bei den Weltmeisterschaften in Athen wurde Richardson in 44,47 s Vierter. Die Stafette in der Besetzung Thomas, Black, Baulch und Richardson lief in 2:56,65 min auf dem zweiten Platz hinter dem Quartett aus den USA und vor den Jamaikanern ein. 2008 annullierte die IAAF sämtliche Resultate des US-Amerikaners Antonio Pettigrew seit dem 1. Januar 1997 wegen seiner Doping-Geständnisse, so dass die Briten nachträglich zum Weltmeister erklärt wurden.
Bei den Europameisterschaften 1998 in Budapest gewann Richardson in 45,14 s Bronze hinter Thomas und dem Polen Robert Maćkowiak. Die britische Stafette in der Besetzung Mark Hylton, Baulch, Thomas und Richardson siegte in 2:58,68 min vor dem Team aus Polen. Einen Monat später bei den Commonwealth Games in Kuala Lumpur wurde Richardson, für England startend, über 400 m in 44,60 s Zweiter hinter dem Waliser Thomas. Das Staffelfinale gewann Jamaika vor England und Wales, wobei neben Hylton und Richardson noch Paul Slythe und Solomon Wariso für England liefen. 1999 wurde Richardson bei den Weltmeisterschaften in Sevilla in 44,65 s Sechster. Die britische Stafette konnte sich nicht für das Finale qualifizieren.
Im Oktober 1999 wurde Richardson bei einer Dopingkontrolle positiv auf Nandrolon getestet. Er beteuerte seine Unschuld und wurde im Juli 2000 vom britischen Leichtathletikverband freigesprochen, der, gestützt auf ein wissenschaftliches Gutachten, zu der Ansicht gekommen war, dass vom Athleten eingenommene Nahrungsergänzungsmittel eine körperliche Reaktion ausgelöst hätten, die in einem überhöhten Nandrolon-Wert resultierte. Da die Klärung des Falls auf internationaler Ebene sich hinauszögerte, konnte Richardson allerdings nicht bei den Olympischen Spielen in Sydney starten.
Die IAAF kam in ihrer Untersuchung zum Schluss, dass der Athlet tatsächlich mit Nandrolon verunreinigte Präparate zu sich genommen habe und insofern schuldig sei. Die zweijährige Sperre, die Richardson daraufhin akzeptierte, wurde im Sommer 2001 wegen „außergewöhnlicher Umstände“ aufgehoben, was sich darauf bezog, dass er seine Kollegen eindringlich vor den Gefahren kontaminierter Nahrungsergänzungsmitteln warnte.
Kurz danach startete er bei den Weltmeisterschaften in Edmonton und erreichte im Einzelwettbewerb das Halbfinale. In der Staffel kam er mit dem britischen Team auf den sechsten Platz. 2003 beendete er offiziell seine Karriere.
Mark Richardson ist 1,80 m groß und wog in seiner aktiven Zeit 74 kg. Er startete für den Windsor Slough Eton & Hounslow Athletic Club. Nach seiner sportlichen Laufbahn arbeitete er zunächst im Bereich des Sportmanagements und war danach für die Beratungsfirma Lane4 tätig.

## Bestzeiten
- 100 m: 10,35 s, 2. Mai 1998, Irvine
- 200 m: 20,62 s, 24. August 1997, La Chaux-de-Fonds
- 400 m: 44,37 s, 9. Juli 1998, Oslo
  - Halle: 45,94 s, 20. Februar 1993, Birmingham
- 800 m: 1:55,9 min, 18. Januar 1997, Battersea Park